# Itumbiara
Itumbiara (AFI: [itũw̃biˈaɾɐ]) é um município brasileiro localizado no sul do estado de Goiás, na divisa com o estado de Minas Gerais. É "cidade irmã" do município mineiro de Araporã. Situa-se ao sul da capital do estado, Goiânia, distando desta cerca de 204 quilômetros, e 411 quilômetros da capital federal, Brasília. Com uma área de 2 447 km², Itumbiara é o décimo terceiro município mais populoso de seu estado, com  107 970 habitantes, segundo censo de 2022 do Instituto Brasileiro de Geografia e Estatística (IBGE).
A história de Itumbiara remonta ao início da década de 1820, quando ocorreu a construção de uma estrada passando sobre o rio Paranaíba, visando interligar Uberaba ao centro de Goiás. Com a grande concentração de habitantes no local, atraídos principalmente pela construção da estrada, uma resolução provincial criou um distrito, denominado Santa Rita do Paranaíba, em 1852. Com a Proclamação da República do Brasil, a instalação do município se efetivou, em 1909, ainda com o nome de Santa Rita do Paranaíba. O nome "Itumbiara" tem origem tupi e foi uma sugestão do engenheiro Inácio Pais Leme, mentor da construção da estrada.
O município de Itumbiara é considerado o portal de entrada do estado de Goiás. Também é um dos maiores exportadores do estado, devido à sua localização próxima a Minas Gerais e São Paulo, garantindo o escoamento da produção agrícola do sudoeste goiano através das regiões Sul e Sudeste. Seus principais pontos turísticos são o Rio Paranaíba, a Cachoeira do Salitre, o Farol da Beira Rio e a Ponte Affonso Penna, sendo esta última responsável por interligar os estados de Goiás e Minas Gerais. As práticas de esportes aquáticos na cidade também são exploradas. O Ranking Connected Smart Cities, que identifica as cidades mais inteligentes e com maior potencial de desenvolvimento no país, posicionou Itumbiara como a 8ª cidade mais inteligente e com maior potencial de desenvolvimento na Região Centro-Oeste do país, ocupando a 3ª posição no estado de Goiás nesta mesma categoria em 2021.

## Topônimo

Segundo Navarro, o topônimo vem do tupi: ytu, cachoeira, e piara, caminho. Ambos os termos estão em relação genitiva, o que dá a ideia de origem, pertencimento, e enseja a inversão dos termos (conforme indicam as setas). A transformação de 'p' em 'mb' só ocorre quando a vogal anterior é nasal. Portanto, essa mudança parece se tratar de um equívoco.

Em tupi, o topônimo Itumbiara significa "Caminho da Cachoeira", através da junção dos termos ytu ("cachoeira") e piara ("caminho para"). Ignácio Paes Leme, um dos exploradores da região, nomeou assim um posto fiscal na estrada construída por ele próprio, que interligava a vila de Santa Rita do Paranaíba (hoje distrito do município) a Cachoeira Dourada.

## História
Por volta de 1824, a iniciativa do general Cunha Matos fez construir uma estrada, ligando a localidade goiana denominada Anhanguera à cidade mineira de Uberaba. Os pontos iniciais e terminais da referida estrada forçaram a sua passagem no Rio Paranaíba, divisa dos estados de Goiás e Minas Gerais.
Essa passagem foi construída num porto e, no local, o governo estadual da época, fez instalar um posto de arrecadação de rendas. Tratando-se de travessia interestadual, o objetivo era forçar o trânsito naquele ponto. Este fato auxiliado pela fertilidade das terras da região, facilitando enormemente a agricultura e a criação de gado, contribuiu para que, aos poucos, surgisse ali uma pequena povoação. Formado esse rudimentar núcleo urbano, os seus moradores erigiram uma capela e elegeram-lhe a padroeira Santa Rita. Posteriormente em homenagem à sua Santa, o lugarejo recebeu a denominada de Porto de Santa Rita.
Foi à categoria de distrito de Santa Rita do Paranaíba em  21 de agosto de 1852, pela resolução provincial nº 18. Foi elevado a município pela Lei Estadual nº 349, de 16 de julho de 1909, sendo Urbano Coelho de Gouveia o então governador. O município foi instalado em 12 de outubro de 1909, e foi elevado à categoria de cidade pela Lei Estadual nº 518, de 27 de julho de 1915, e à categoria de Comarca pela Lei nº 621, de 29 de julho de 1918. Apesar da abundância de água cercando a cidade, a energia elétrica só foi implantada em 1933.
Itumbiara foi palco de duas revoluções na década de 1930: o primeiro grande confronto foi um dos episódios da Revolução de 30, ocorrido entre as forças militares leais ao Presidente Washington Luís e os simpatizantes da ideias reformistas do futuro Presidente Getúlio Vargas. Esse episódio contou com a participação de cerca de cem itumbiarenses. A Avenida Washington Luís, localizada na zona central da cidade, marca o local do confronto. O segundo confronto violento que também deu-se na cidade, foi entre o Exército com as forças rebeldes do Estado de São Paulo, durante a Revolução Constitucionalista de 1932. O Movimento Revolucionário era formado principalmente por advogados, professores, comerciantes e universitários, que tinham como objetivo principal a convocação imediata de eleições gerais para Presidente da República do Brasil, Deputados e Senadores e a consequente elaboração de uma nova Constituição para o Brasil. Embora Getúlio Vargas, então Presidente do Brasil, tenha sufocado os revolucionários paulistas, as eleições foram convocadas para 1933 e os brasileiros passaram a viver num Estado de Direito a partir da promulgação da Constituição de 1934. A Ponte Affonso Penna guarda ainda hoje, através de perfurações à bala, marcas desse episódio da História Brasileira.
O engenheiro Inácio Pais Leme, construtor da estrada "Itumbiara" de Santa Rita do Paranaíba a Cachoeira Dourada, a quarenta quilômetros da cidade, lançou a ideia de dar-se ao município o nome da estrada que em tupi-guarani, significa "Caminho da Cachoeira", sugestão aprovada pelo Governo de Goiás.
Itumbiara teve como seu primeiro administrador municipal o Sr. Antônio Joaquim da Silva, dias após sua emancipação. Outros nomes pioneiros que ocuparam cargos relevantes durante a instalação do município foram: Major Rogério Prates Cotrim, primeiro juiz municipal; José Olimpio Xavier de Barros, Promotor de Justiça;  Pedro Gomes de Oliveira, Tabelião de Notas; e o Major Militão Pereira de Almeida, o primeiro delegado de polícia da localidade. No Poder Legislativo, os pioneiros no município foram Jacinto Brandão, ocupando o cargo de Presidente, e o Coronel Sidney Pereira de Almeida, como secretário.
A boa localização geográfica e estratégica de Itumbiara fez da cidade uma das mais desenvolvidas da Região Centro-Oeste do país. O município cresceu gradativamente e tornou-se um dos principais exportadores do estado de Goiás, juntamente com a capital, Goiânia e outras cidades, como Anápolis e Rio Verde.
O município perdeu parte de sua área geográfica com a emancipação dos distritos de Panamá, em 1952; Cachoeira Dourada, em 1982, principal atrativo turístico da cidade à época de sua emancipação; e Inaciolândia, em 1993. Recebeu a visita de oito Presidentes da República: Afonso Pena, Juscelino Kubitschek, Emílio Garrastazu Médici, Ernesto Geisel, João Batista de Oliveira Figueiredo, Fernando Collor de Mello, Fernando Henrique Cardoso e Luiz Inácio Lula da Silva.

## Geografia
O município de Itumbiara possui uma superfície de 2.461 km², o que representa 0,7237 % do território do estado de Goiás, 0,1538 % do território da Região Centro-Oeste e 0,029 % de toda a superfície brasileira. A área urbanizada do município estende-se a 19,3424 km², sendo uma das maiores áreas urbanizadas entre os municípios goianos. A cidade está situada a uma altitude de 320 a 448 metros, dependendo do local onde forem tomadas as similares. Os pontos mais elevados existentes no município não ultrapassam a 800 metros. Itumbiara limita-se com os seguintes municípios: Goiatuba, Panamá e Buriti Alegre ano norte; Estado de Minas Gerais ao sul; Buriti Alegre ao leste; Bom Jesus de Goiás e Cachoeira Dourada ao oeste.

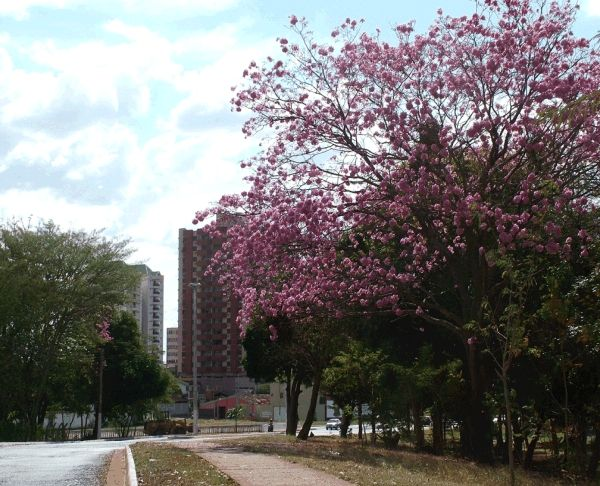
Vila de Furnas, um dos 58 bairros da cidade

No município predomina um relevo montanhoso com partes onduladas. Entretanto, sua maioria é plana, ideal para o plantio de lavouras e pastoril. A Serra de Santa Rita, à beira do Rio Paranaíba, apresenta derivações e penetrações dos seus contrafortes pelo interior, separando divisões de massas hídricas. Além dessa serra, existem diversos morros, mas sem destaque algum. A região possui uma altitude variando de 320 a 448 metros.
O município possui um solo formado por partes montanhosas e partes onduladas. Entretanto, grande parte deste é plana, considerado ideal para o plantio de lavouras e pastoril. Há a Serra de Santa Rita, beirando o Rio Paranaíba, com derivações e penetrações dos seus contrafortes pelo interior, separando divisões de massas hídricas. Além dessa Serra, há diversos morros. A cobertura vegetal de Itumbiara é tipicamente formada pelo campo e pelo cerrado, tendo como espécies mais comuns mais comuns são o angico, a aroeira, a gramínea, o jatobá, o murici, o pequizeiro, a sucupira branca.
O município de Itumbiara não possui regiões administrativas. É dividido em 58 bairros. Entre os mais populosos, estão os bairros de Afonso Pena, Novo Horizonte, Vila Vitória, Nossa Senhora da Saúde e Cidade Jardim.

### Hidrografia

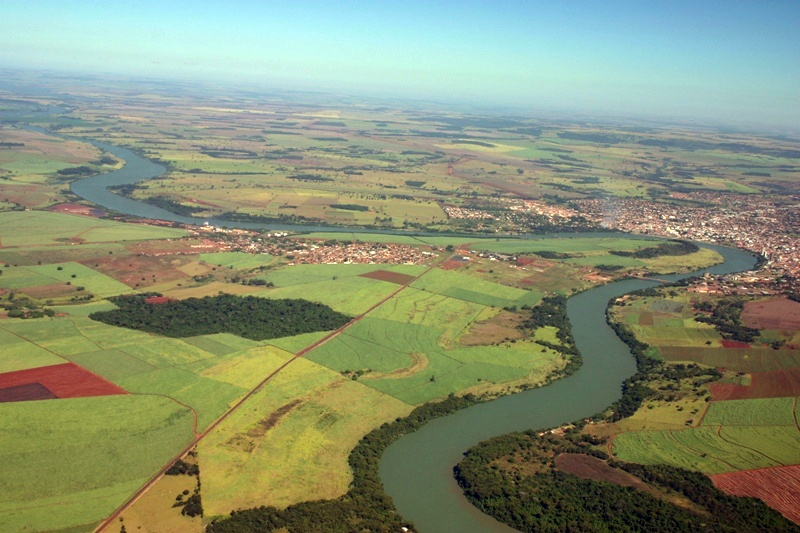
Rio Paranaíba, na divisa de Itumbiara com o município mineiro de Araporã.

Itumbiara está localizada na bacia do rio Paraná, na região hidrográfica do Paraná. A sede municipal é banhada pelo rio Paranaíba, ribeirão Trindade e os córregos da Água Suja, das Pombas e Buriti. Também cortam o território municipal os rios dos Bois e Meia-Ponte, além de alguns ribeirões de destaque, como Santa Maria, Campanha, Bom Sucesso, Boa Vereda, dos Medes e das Posses. Existem ainda, centenas de córregos.
O rio Paranaíba nasce no estado de Minas Gerais, na região da Mata da Corda, no município de Rio Paranaíba, que leva o mesmo nome do rio. É um dos formadores do Rio Paraná, juntamente com o Rio Grande. Já o rio dos Bois nasce na Serra do Congumé, no município de Americano do Brasil, e deságua no rio Paranaíba. O rio Meia-Ponte tem sua nascente na Serra dos Brandões, no município de Itauçu.
Por possuir um enorme potencial energético, por conta do Rio Paranaíba, foram construídas no território de Itumbiara grandes usinas hidrelétricas, dentre elas a Usina Hidrelétrica de Itumbiara, a maior usina hidrelétrica de Furnas Centrais Elétricas S.A., que forma o lago artificial.

### Clima
| Maiores acumulados de precipitação em 24 horas registrados em Itumbiara por meses (INMET) | Maiores acumulados de precipitação em 24 horas registrados em Itumbiara por meses (INMET) | Maiores acumulados de precipitação em 24 horas registrados em Itumbiara por meses (INMET) | Maiores acumulados de precipitação em 24 horas registrados em Itumbiara por meses (INMET) | Maiores acumulados de precipitação em 24 horas registrados em Itumbiara por meses (INMET) | Maiores acumulados de precipitação em 24 horas registrados em Itumbiara por meses (INMET) |
| Mês                                                                                       | Acumulado                                                                                 | Data                                                                                      | Mês                                                                                       | Acumulado                                                                                 | Data                                                                                      |
| ----------------------------------------------------------------------------------------- | ----------------------------------------------------------------------------------------- | ----------------------------------------------------------------------------------------- | ----------------------------------------------------------------------------------------- | ----------------------------------------------------------------------------------------- | ----------------------------------------------------------------------------------------- |
| Janeiro                                                                                   | 100,5 mm                                                                                  | 16/01/1991                                                                                | Julho                                                                                     | 47,2 mm                                                                                   | 25/07/2014                                                                                |
| Fevereiro                                                                                 | 91,9 mm                                                                                   | 08/02/2004                                                                                | Agosto                                                                                    | 47,1 mm                                                                                   | 23/08/1993                                                                                |
| Março                                                                                     | 122,2 mm                                                                                  | 16/03/2019                                                                                | Setembro                                                                                  | 44,4 mm                                                                                   | 29/09/1991                                                                                |
| Abril                                                                                     | 80,4 mm                                                                                   | 10/04/2011                                                                                | Outubro                                                                                   | 95,2 mm                                                                                   | 05/10/2016                                                                                |
| Maio                                                                                      | 64,6 mm                                                                                   | 07/05/1995                                                                                | Novembro                                                                                  | 92,5 mm                                                                                   | 05/11/2009                                                                                |
| Junho                                                                                     | 49,6 mm                                                                                   | 06/06/1997                                                                                | Dezembro                                                                                  | 165,2 mm                                                                                  | 12/12/2005                                                                                |
| Período: 10/06/1989-presente                                                              |                                                                                           |                                                                                           |                                                                                           |                                                                                           |                                                                                           |

O clima de Itumbiara é tropical (tipo Aw segundo Köppen), com estação chuvosa compreendida entre outubro e abril, com temperaturas moderadamente altas, e outra seca de maio a setembro, com temperaturas mais amenas. Outono e primavera são estações de transição. É comum na região de Itumbiara a alteração repentina de temperaturas. Suas alterações climáticas mais significativas se dão em meados de agosto até o mês de janeiro, quando o clima fica substancialmente quente com temperaturas, com sensação térmica podendo se aproximar ou até mesmo passar dos 40 °C.
Segundo dados do Instituto Nacional de Meteorologia (INMET), desde junho de 1989 a menor temperatura registrada em Itumbiara foi de 1,9 °C em 18 de julho de 2000 e a maior atingiu 42 °C em 7 de outubro de 2020. O maior acumulado de precipitação em 24 horas chegou a 165,2 milímetros (mm) em 12 de dezembro de 2005. Acumulados iguais ou superiores a 100 mm também foram registrados em 27 de dezembro de 1996 (122,5 mm), 16 de março de 2019 (122,2 mm), 8 de dezembro de 2003 (113 mm) e 16 de janeiro de 1991 (100,5 mm).
| Dados climatológicos para Itumbiara                                                            | Dados climatológicos para Itumbiara | Dados climatológicos para Itumbiara | Dados climatológicos para Itumbiara | Dados climatológicos para Itumbiara | Dados climatológicos para Itumbiara | Dados climatológicos para Itumbiara | Dados climatológicos para Itumbiara | Dados climatológicos para Itumbiara | Dados climatológicos para Itumbiara | Dados climatológicos para Itumbiara | Dados climatológicos para Itumbiara | Dados climatológicos para Itumbiara | Dados climatológicos para Itumbiara |
| Mês                                                                                            | Jan                                 | Fev                                 | Mar                                 | Abr                                 | Mai                                 | Jun                                 | Jul                                 | Ago                                 | Set                                 | Out                                 | Nov                                 | Dez                                 | Ano                                 |
| ---------------------------------------------------------------------------------------------- | ----------------------------------- | ----------------------------------- | ----------------------------------- | ----------------------------------- | ----------------------------------- | ----------------------------------- | ----------------------------------- | ----------------------------------- | ----------------------------------- | ----------------------------------- | ----------------------------------- | ----------------------------------- | ----------------------------------- |
| Temperatura máxima recorde (°C)                                                                | 37,8                                | 37,7                                | 35,8                                | 35,2                                | 34,7                                | 36,3                                | 36                                  | 38,2                                | 41,5                                | 42                                  | 38,3                                | 38,3                                | 42                                  |
| Temperatura máxima média (°C)                                                                  | 31,1                                | 31,7                                | 31,2                                | 31                                  | 29,3                                | 28,9                                | 29,9                                | 31,9                                | 33,8                                | 33,6                                | 32,3                                | 31,3                                | 31,3                                |
| Temperatura média compensada (°C)                                                              | 25,2                                | 25,3                                | 25                                  | 24,3                                | 21,8                                | 20,8                                | 21,2                                | 23,2                                | 25,6                                | 26,4                                | 25,7                                | 25,4                                | 24,2                                |
| Temperatura mínima média (°C)                                                                  | 21,2                                | 20,9                                | 20,7                                | 18,9                                | 15,5                                | 14,1                                | 13,7                                | 15,7                                | 19,1                                | 20,4                                | 20,9                                | 21,3                                | 18,5                                |
| Temperatura mínima recorde (°C)                                                                | 16,9                                | 16,7                                | 14,1                                | 8,6                                 | 4,8                                 | 4,4                                 | 1,9                                 | 5,4                                 | 8,4                                 | 11,6                                | 13,4                                | 14,6                                | 1,9                                 |
| Precipitação (mm)                                                                              | 267,8                               | 201,1                               | 179,1                               | 71,9                                | 30,4                                | 12,7                                | 4,6                                 | 7,2                                 | 50,3                                | 84,8                                | 193,1                               | 255,3                               | 1 358,3                             |
| Dias com precipitação (≥ 1 mm)                                                                 | 16                                  | 13                                  | 13                                  | 5                                   | 3                                   | 1                                   | 1                                   | 1                                   | 4                                   | 8                                   | 12                                  | 16                                  | 93                                  |
| Umidade relativa compensada (%)                                                                | 78,2                                | 77                                  | 77,2                                | 72,7                                | 69,3                                | 64,9                                | 57,4                                | 49                                  | 52                                  | 59,4                                | 69,7                                | 75,8                                | 66,9                                |
| Insolação (h)                                                                                  | 162,5                               | 174,7                               | 200,5                               | 237,1                               | 246,7                               | 253                                 | 273,7                               | 284,7                               | 224,7                               | 212,9                               | 182,2                               | 167,2                               | 2 619,9                             |
| Fonte: INMET (normal climatológica de 1981-2010; recordes de temperatura: 10/06/1989-presente) |                                     |                                     |                                     |                                     |                                     |                                     |                                     |                                     |                                     |                                     |                                     |                                     |                                     |

## Demografia
A população do município, de acordo com o censo do Instituto Brasileiro de Geografia e Estatística (IBGE) em 2022 era de 107 970 habitantes, sendo o 12º mais populoso do estado e apresentando uma densidade populacional de 44,1 habitantes por km². Segundo o censo de 2010, promovido pelo mesmo órgão estatístico, 50,7% da população eram mulheres (47 117 habitantes), 49,3% (45 825 habitantes) homens, 95,8% (89 000 habitantes) vivia na zona urbana e 4,2% (3 942 habitantes) na zona rural.
O crescimento populacional de Itumbiara na última década foi de 14,14%. Em um período de nove anos, entre 1991 e 2000, a população do município obteve uma taxa média de crescimento anual de 2,97%, onde sua população se elevou de 81 143 habitantes em 1991 para 86 695 habitantes em 2000. Em contrapartida, a taxa de urbanização cresceu apenas 2,66%, passando de 63% de urbanização no município, em 1991, para 64,67% em 2000. Em 2000, a população de seu território representava 1,82% da população do estado e 0,04% da população do país.

### Composição étnica
Os traços culturais, políticos e econômicos herdados dos portugueses são notáveis e marcantes no município de Itumbiara. Desenvolveu-se assim, entretanto, voltando um pouco atrás na história, não se pode esquecer a importância dos ameríndios no quesito contribuição étnica. Foram os ameríndios que iniciaram a ocupação humana no Brasil.
Na sua formação histórica, a demografia itumbiarense é o resultado da miscigenação das três etnias básicas que compõem a população brasileira: o índio, o europeu e o negro, formando, assim, os mestiços da região. Mais tarde, com a chegada dos imigrantes, formou-se um caldo de cultura singular, que caracteriza a população tanto da cidade quanto do estado, seus valores e modo de vida. Há uma notável comunidade de Nipo-brasileiros, provenientes da imigração japonesa na década de 1930, em sua maioria agricultores. Por outro lado, Itumbiara tem-se destacado no cenário nacional não apenas pela atração de migrantes, mas pela exportação de imigrantes para o estrangeiro, principalmente para países da América do Norte. Está na lista das cidades brasileiras com maior número de nativos vivendo no exterior, ao lado de Governador Valadares (MG) e Piracanjuba (GO).
Segundo o censo de 2000 do IBGE, a população de Itumbiara está composta por: brancos (65,35% ou 53 211 habitantes), pardos (28,49% ou 23 197 habitantes), pretos (5,37% ou 4 377 habitantes), indígenas (0,29% ou 233 habitantes) e amarelos (0,26% ou 209 habitantes). Há ainda 203 pessoas que não declararam suas etnias, representando 0,25% do total da população.

### Religião

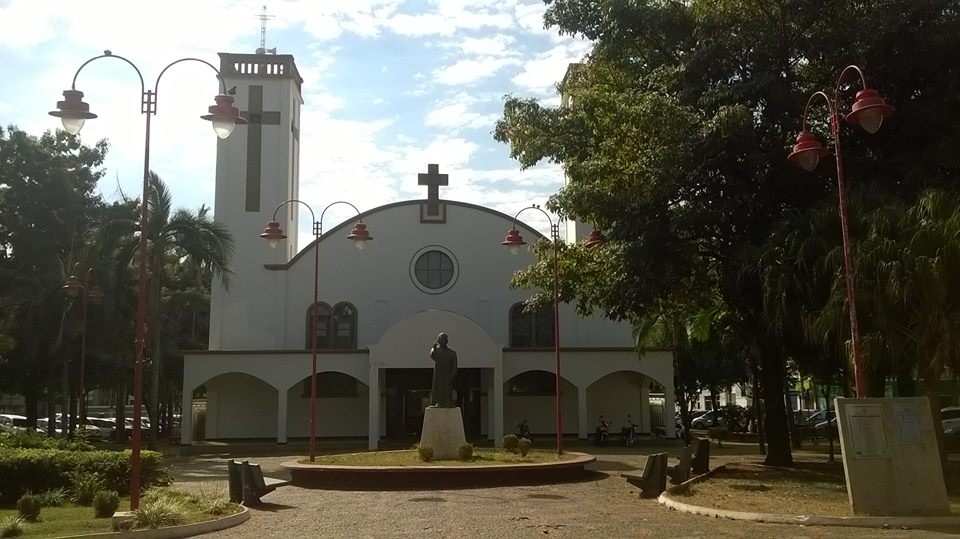
Igreja Santa Rita de Cássia.

Tal qual a variedade cultural verificável em Itumbiara, são diversas as manifestações religiosas presentes. Embora tenha se desenvolvido sobre uma matriz social eminentemente católica, tanto devido à colonização quanto à imigração — Hoje é possível encontrar atualmente na cidade dezenas de denominações protestantes diferentes, assim como a prática do candomblé, das religiões orientais, das religiões cristãs restauracionistas, do espiritismo, entre outras. Nos últimos anos, as denominações protestantes  e o Espiritismo têm crescido bastante na cidade.
De acordo com dados de 2000, do IBGE, a população de Itumbiara está composta por: católicos (44,74%); evangélicos (39,25%); pessoas sem religião (7,56%); espíritas (7,55%); e religiões orientais (0,10%). Entre as igrejas protestantes, destacam-se a Assembleia de Deus (2,69%), Igreja Universal do Reino de Deus (0,86%) e Igreja Presbiteriana (0,44%). Entre as denominações cristãs restauracionistas, destacam-se A Igreja de Jesus Cristo dos Santos dos Últimos Dias (0,34 %) e as Testemunhas de Jeová (0,03 %). A Umbanda e o Candomblé representam juntos 0,15% da população religiosa. Tradições esotéricas são realizadas por 0,11 % da população, e 0,04% da população não declarou nenhuma religião.

## Política
O poder executivo do município de Itumbiara é representado pelo prefeito, auxiliado pelo seu gabinete de secretários e diretores equivalentes, eleito pelo voto direto para um mandato de quatro anos, podendo ser reeleito para um segundo mandato consecutivo. O atual chefe do executivo municipal é Francisco Domingues de Faria, filiado ao Partido Trabalhista Brasileiro (PTB),  eleito nas eleições municipais de 2012 com 59,32 % dos votos válidos.
O poder legislativo é exercido pela câmara, composta por treze vereadores eleitos para mandatos de quatro anos. Na atual legislatura, iniciada em 2013, é formada por três cadeiras do Partido Trabalhista Brasileiro (PTB), duas do Partido do Movimento Democrático Brasileiro (PMDB), uma do Partido dos Trabalhadores (PT), uma do Partido da Social Democracia Brasileira (PSDB), uma do Partido Social Democrático (PSD), uma do Partido Social Cristão (PSC), uma do Partido da República (PR), uma do Partido Comunista do Brasil (PCdoB), uma do Partido Popular Socialista (PPS) e uma do Democratas (DEM). Cabe à casa elaborar e votar leis fundamentais à administração e ao executivo, especialmente o orçamento participativo (Lei de Diretrizes Orçamentárias).
Itumbiara é sede de comarca de terceira entrância e possui quatro varas sendo duas cíveis, uma criminal e outra de juizado especial. De acordo com o Tribunal Superior Eleitoral (TSE), o município possuía, em dezembro de 2013, 70 687 eleitores, o que representa 1,634 % do total de Goiás. O primeiro partido político existente em Itumbiara foi o Democrata Santaritense, cujos fundadores foram o major Militão Pereira de Almeida e o coronel Sidney Pereira de Almeida.
Tratando-se sobre organizações de representação política, 32 dos 35 partidos políticos brasileiros possuem representação no município. Conforme informações divulgadas pelo Tribunal Superior Eleitoral (TSE), com base em dados de abril de 2016, o partido político com maior número de filiados em Itumbiara é o Partido do Movimento Democrático Brasileiro (PMDB), com 1 714 membros, seguido do Partido Progressista (PP), com 1 671 membros e do Partido da Social Democracia Brasileira (PSDB), com 1 396 filiados. Completando a lista dos cinco maiores partidos políticos no município, por número de membros, estão o Partido dos Trabalhadores (PT), com 1 094 membros; e o Partido Socialista Brasileiro (PSB), com 459 membros. Ainda de acordo com o Tribunal Superior Eleitoral, o Partido Pátria Livre (PPL) e o Partido Comunista Brasileiro (PCB) são os partidos políticos com menor representatividade na unidade federativa, com 1 filiado, cada um. Três partidos políticos não possuem nenhuma representatividade em Itumbiara: Partido da Causa Operária (PCO), Partido Novo (NOVO) e o Partido da Mulher Brasileira (PMB).

## Economia
O Produto Interno Bruto (PIB) do município de Itumbiara é o sétimo maior do estado de Goiás. Destaca-se, sobretudo, na área de prestação de serviços. De acordo com dados de 2018 do Instituto Brasileiro de Geografia e Estatística (IBGE), o município possuía R$ 4 187 512,28 mil no seu Produto Interno Bruto e o PIB per Capita de R$ 49.832,28, colocando o município na 16ª posição entre os municípios do Centro-Oeste e 261ª posição entre os municípios brasileiros, em relação ao PIB.
De todo o PIB da cidade, 245 834 mil reais é o valor adicionado bruto da agropecuária (setor primário), 911 098 mil são da indústria (secundário), 406 492 mil são de impostos sobre produtos líquidos de subsídios e 1 511 568 mil são de prestações de serviços (terciário). O setor terciário atualmente é a principal fonte geradora do PIB itumbiarense.
Itumbiara também é um dos mais competitivos municípios goianos. Por possuir um fácil acesso ao Sul e Sudeste do país, o escoamento da produção é facilitado. Isso é o principal fator de contribuição para a produção, expansão e instalação de novas agroindústrias no Diagri – Distrito Agroindustrial de
Itumbiara, o que favorece o crescimento e desenvolvimento da economia local. Itumbiara é o maior exportador goiano.

### Setor primário
Agricultura
O município está localizado no vale do Rio Paranaíba, uma região de terras férteis que faz da agricultura a principal fonte de recursos da localidade. Apesar de ainda responder por grande parte da economia local, a agricultura está perdendo espaço para a indústria.
Em 1996, conforme o Censo Agropecuário, a área cultivada em Itumbiara foi de 50 489 hectares de culturas temporárias; 720 hectares de culturas permanentes; 17 085 hectares de pastagens naturais; 106 946 hectares de pastagens artificiais (plantadas); 20 222 hectares de matas naturais e artificiais e 2 132 hectares de culturas irrigadas. Apresenta ainda um total de 246 460 hectares, sendo que deste total, 202 610 são propícios para a agricultura e formação de pastagens. Ainda em 1996, o município apresentava 1 240 propriedades rurais, 981 tratores, 755 arados de tração mecânica, 19 arados de tração animal, 141 colheitadeiras e 3 645 máquinas de plantio.
Itumbiara possui 39 estabelecimentos de armazenagem e estocagem a seco, suficientes para comportar e atender toda a produção do município e ainda, as produções dos municípios vizinhos. Em 1997, possuía capacidade de armazenagem de 573 500 toneladas ou 9 550 000 sacas de 60 quilos, assim distribuídos: 346 141 m³ de armazéns convencional, eqüivalendo a 186 920 toneladas, 193 240 toneladas em armazéns tipo graneleiro e 193 340 toneladas em armazéns tipo silos.
O número de empregos diretos gerado pela agropecuária no município em 2006, foi de 4 441, sendo 3 548 vagas ocupadas por homens e 893 por mulheres. Destes, 4 142 vagas eram ocupadas por pessoas acima de 14 anos.
Pecuária
De acordo com o Censo Agropecuário de 1996, Itumbiara apresentou uma densidade de rebanho bovino de 66,09 cabeças por km². No mesmo ano, a quantidade de bovinos existente era de 162 896 cabeças. Em 2006, a quantidade de bovinos era de 120 792, apresentando um decréscimo, sendo também 2 271 cabeças de equinos, 50 cabeças de bubalinos e 16 de asininos.
Outros animais notáveis existentes no município, em 1996 eram: Búfalos, com 46 cabeças; suínos 5 886 cabeças; ovinos, com 756 cabeças; caprinos, com 2 013 cabeças e aves (frango, frangas, galinhas e galos), com 95 580 unidades - com uma produção anual de 140 438 dúzias de ovos - e outras aves (patos, marrecos, gansos e perus), com 10 235 unidades.

### Setor secundário
Itumbiara destaca-se a nível estadual na área industrial. A indústria responde por grande parte da economia do município e vem ganhando espaço nos últimos anos. Há destaque para diversos produtos, como derivados do milho, da soja, do algodão e do leite. Entretanto, o principal motor econômico industrial é nos ramos de metalúrgicas, calçados, têxtil, mecânico e alimentação.
Conta com um distrito industrial, este situado às margens da BR-452, com acesso para a BR-153, esta última responsável por interligar os estados de Goiás, Minas Gerais e São Paulo, chegando também a Brasília. O distrito industrial possui uma infraestrutura estável, com energia elétrica, água, esgoto, telefone e asfalto. Possui uma área de aproximadamente 1 100 000 m², distribuídos em quadras e ruas, localizando-se a 8 quilômetros do centro da cidade. As indústrias ali presentes recebem apoio do FOMENTAR - Sistema de financiamento de até 70% do ICMS pelo período de 15 anos, com encargos de 2,6% ao ano e ainda, com os benefícios da municipalidade, oferecendo vantagens e inclusive ajuda na limpeza dos terrenos. Atualmente, há 167 indústrias em atividade.
O município sedia diversas empresas nacionais exportadoras, com destaque para a Caramuru Alimentos (exportadora de soja), Louis Dreyfus Commodities (exportadora de derivados de algodão), JBS (exportadora de couro) e Stemac (Geradores de energia).

### Setor terciário
Itumbiara é considerada um pólo de distribuição comercial, destacando-se entre as demais da Microrregião do Meia Ponte. Todos os 18 municípios circunvizinhos dependem do comércio de Itumbiara, que possui uma arrecadação de aproximadamente 36% do montante do ICMS. Empresas como Peugeot, Renault, Ford, Volkswagen, FIAT, Toyota, Hyundai, Nissan,Chery,Mitsubishi, Chevrolet e Jeep que estão presentes na cidade, atendem toda a região. A cidade também conta com várias redes de lojas como Lojas Americanas, Ricardo Eletro, Magazine Luiza, Casas Bahia, Pernambucanas, Drogasil, Pague Menos e com a rede de supermercados Bretas.
Conforme dados da Delegacia Fiscal de Itumbiara, em 1997, o município apresentava 1 098 estabelecimentos comerciais ativos, 1 322 estabelecimentos comerciais suspensos, 542 estabelecimentos de prestação de serviços, 45 empresas de transporte rodoviário de cargas e passageiros, 36 estabelecimentos de armazenagem e estocagem a seco de cereais, 9 estabelecimentos bancário e 12 hotéis com leitos superior a 530 leitos.Hoje em 2018 conta com uma das maiores empresas do ramo de bebidas a Multinacional Polonesa CanPack. Com mais de 11 empresas pelo mundo, hoje possuem uma filial em Itumbiara, tendo uma produção diária com mais  de 3 milhões de latas de alumínio.

## Infraestrutura

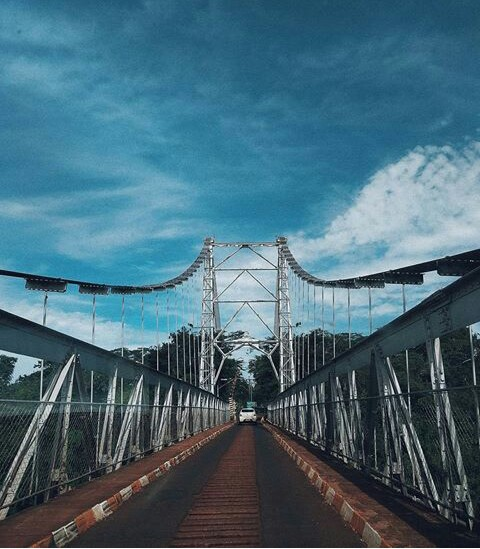
Ponte Affonso Penna.

No ano de 2000, Itumbiara possuía 24 216 domicílios, entre apartamentos, casas e cômodos. Desse total, 15 245 eram imóveis próprios, sendo que 13 841 eram próprios já quitados (57,16%); 1 404 próprios em aquisição (5,80%) e 5 487 eram alugados (22,66%); 3 407 imóveis foram cedidos sendo que 1 123 haviam sido cedidos por empregador (4,64%); 2 284 foram cedidos de outra maneira (9,43%) e 77 eram de outra forma (0,32%).
A rede de distribuição de água é feita pela empresa Companhia Saneamento de Goiás S/A (SANEAGO), de caráter estadual e responsável pelo saneamento de 223 municípios do estado. Nos distritos, a água é distribuída a partir de poços artesianos e, na sede, sobretudo através de uma estação de tratamento de água.

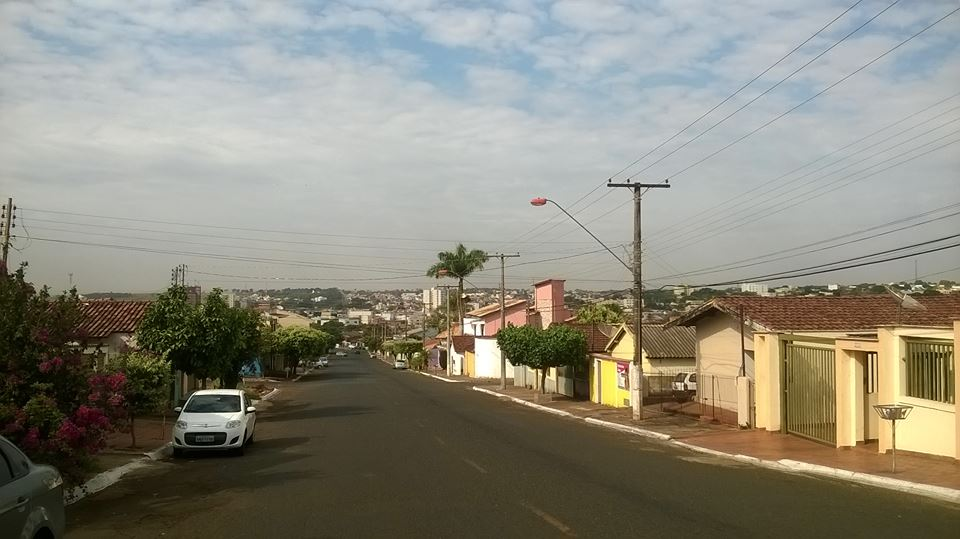
Avenida Goiatuba.

Por força da Constituição Federal do Brasil, a Guarda Municipal do município de Itumbiara, juntamente com a Polícia Militar de Goiás, possui a função de proteger os bens, serviços e instalações públicas. Ainda, atendendo o interesse público e no exercício do seu poder de polícia, atua na prevenção e repressão de alguns crimes, especialmente contra bens e serviços públicos, podendo inclusive prender em flagrante delito os infratores e conduzi-los até a presença de um delegado de polícia, de acordo com o disposto na lei processual penal.

### Saúde
Itumbiara possui 51 estabelecimentos de saúde, sendo 27 deles privados, 24 públicos municipais entre hospitais, pronto-socorros, postos de saúde e serviços odontológicos. A cidade possui 232 leitos para internação em estabelecimentos de saúde. Na cidade, existem três hospitais gerais, sendo dois públicos e um privado. Itumbiara conta ainda com 52 médicos cirúrgicos, 108 clínicos, 54 obstétricos e 54 pediátricos, totalizando 268. No ano de 2008, foram registrados 1 318 de nascidos vivos, sendo que 7,4% nasceram prematuros, 47,6% foram de partos cesáreos e 25,1% foram de mães entre 10 e 19 anos (0,5% entre 10 e 14 anos). A taxa bruta de natalidade é de 14,14.

### Educação
Itumbiara possui escolas em todas as regiões do município. O município em 2009 contava com aproximadamente 13 708 matrículas de ensino fundamental, 4 000 matrículas de ensino médio e 2 146 matrículas destinadas ao ensino pré-escolar. Das instituições escolares do município, 48,9% eram de ensino fundamental; 34,1% eram de ensino pré-escolar; e 17% de ensino médio. Em relação aos docentes, 64,8% lecionavam para o ensino fundamental; 25% para o ensino médio; e 10,2% para o ensino pré-escolar.
No ensino superior, o município possui um campus da Universidade Estadual de Goiás (UEG) e do Instituto Federal de Goiás, as duas únicas instituições de ensino superior públicas. Possui ainda, outras instituições de ensino superior particulares, como o Instituto Luterano de Ensino Superior de Itumbiara, pertencente à Universidade Luterana do Brasil (ULBRA), Faculdade Santa Rita de Cássia (UNIFASC), Universidade Norte do Paraná (UNOPAR). e a Uniasselvi.
O município dispõe ainda de unidades do SENAI, SENAC e SESI e, em função disso, os índices de alfabetização e capacitação profissional do municípios estão entre os mais altos de Goiás. A nota geral alcançada por Itumbiara no Índice de Desenvolvimento da Educação Básica (IDEB) em 2013, nos anos iniciais do ensino fundamental, foi de 6.4 pontos. Entretanto, nos anos finais do ensino fundamental, o município alcançou nota de 5.2 pontos, superando a nota anterior, porém, ficando abaixo da média estadual.

### Serviços e comunicações

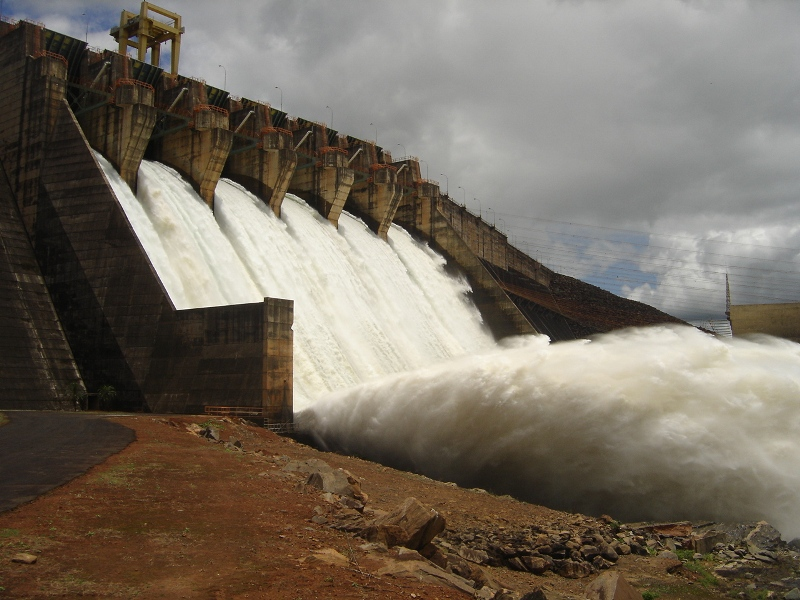
Usina Hidrelétrica de Itumbiara.

O município é abastecido pela Usina Hidrelétrica de Itumbiara (UHI), operada desde 1981 e localizada no rio Paranaíba, entre o território do próprio município e de Araporã. Esta, é responsável por abastecer grande parte dos municípios de Goiás, Minas Gerais parte da área do Mato Grosso do Sul. Possui seis unidades em operação, totalizando uma capacidade instalada de 2.082 MW, constituindo-se assim como a maior usina do Sistema Brasileiro de Furnas. A construção da UHI iniciou-se em novembro de 1974.
O primeiro jornal de Itumbiara era de propriedade de José Flávio Soares, no ano de 1919, com o título de O Comércio. Itumbiara recebe sinais de televisão aberta de várias emissoras brasileiras. Entre as emissoras regionais que veiculam programas ligados ao município, destacam-se a Rede Anhanguera, que veicula a TV Anhanguera, afiliada da Rede Globo; RedeTV! Itumbiara, afiliada da RedeTV!; a TV Serra Dourada, afiliada do SBT; a TV Record Goiás, afiliada da Rede Record; e a TV Brasil Central, afiliada da TV Cultura.

### Transporte

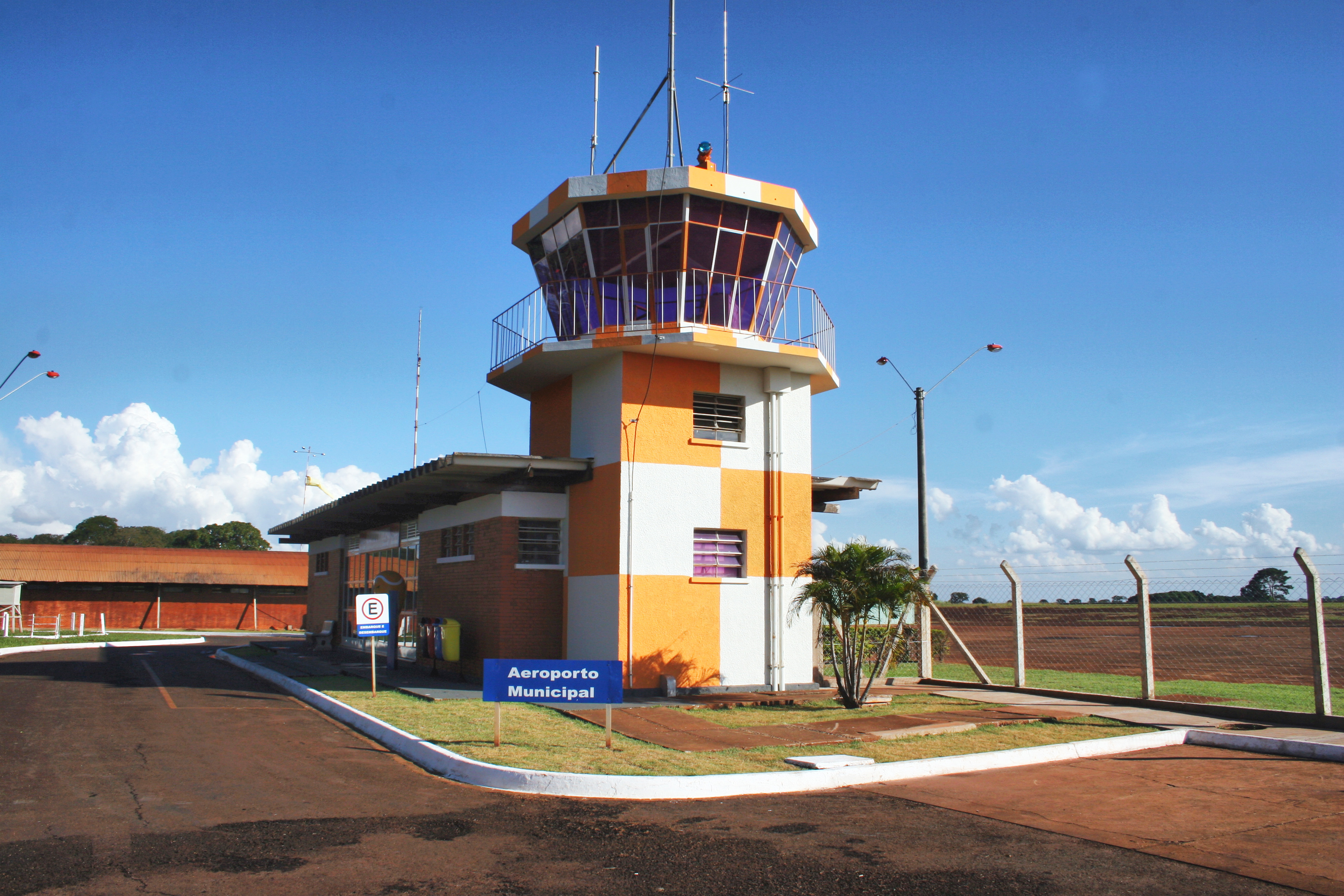
Aeroporto de Itumbiara.

O município possui muita tradição no transporte rodoviário. Por ser localizar em um dos eixos mais movimentados do Brasil, possui rodovias e estradas que interligam o mesmo a grandes centros urbanos, como Goiânia, Brasília, Uberlândia e São Paulo. A distância entre a sede do município e a capital estadual, Goiânia, é cerca de 206 quilômetros. Já a distância desta com a capital federal, Brasília, é de 404 quilômetros.
As três principais rodovias existentes em Itumbiara são a BR-153, também chamada de rodovia Transbrasiliana, responsável pelo acesso até a capital, Goiânia e Brasília; a BR-452 que liga a cidade até Rio Verde, e a GO-419, que interliga a Buriti Alegre.
Itumbiara possui pouca tradição no transporte fluvial, grande parte devido à falta de rios navegáveis em seu território. Ademais, o rio Paranaíba é bastante usado para o transporte fluvial, principalmente para a prática do ecoturismo. O Aeroporto de Itumbiara - oficialmente Aeroporto de Itumbiara-Francisco Vilela do Amaral - (ICAO: SBIT) é operado pela prefeitura do município. Possui pista asfaltada com 2.700 metros de extensão com condições de tráfego diurno e noturno e com capacidade de atendimento de aeronaves de grande porte.

## Cultura e sociedade

### Turismo
O ecoturismo é o grande responsável pelo turismo de Itumbiara, um dos caminhos para o desenvolvimento da cidade. isso caracteriza-se pelas vantagens competitivas da localidade neste quesito, com um destaque maior para o grande Lago da Represa de Itumbiara, que possui profundidades de 521,20 metros, uma área inundada de 778 km² e um volume total de 17 bilhões m³. Isso corresponde a duas Baías da Guanabara.

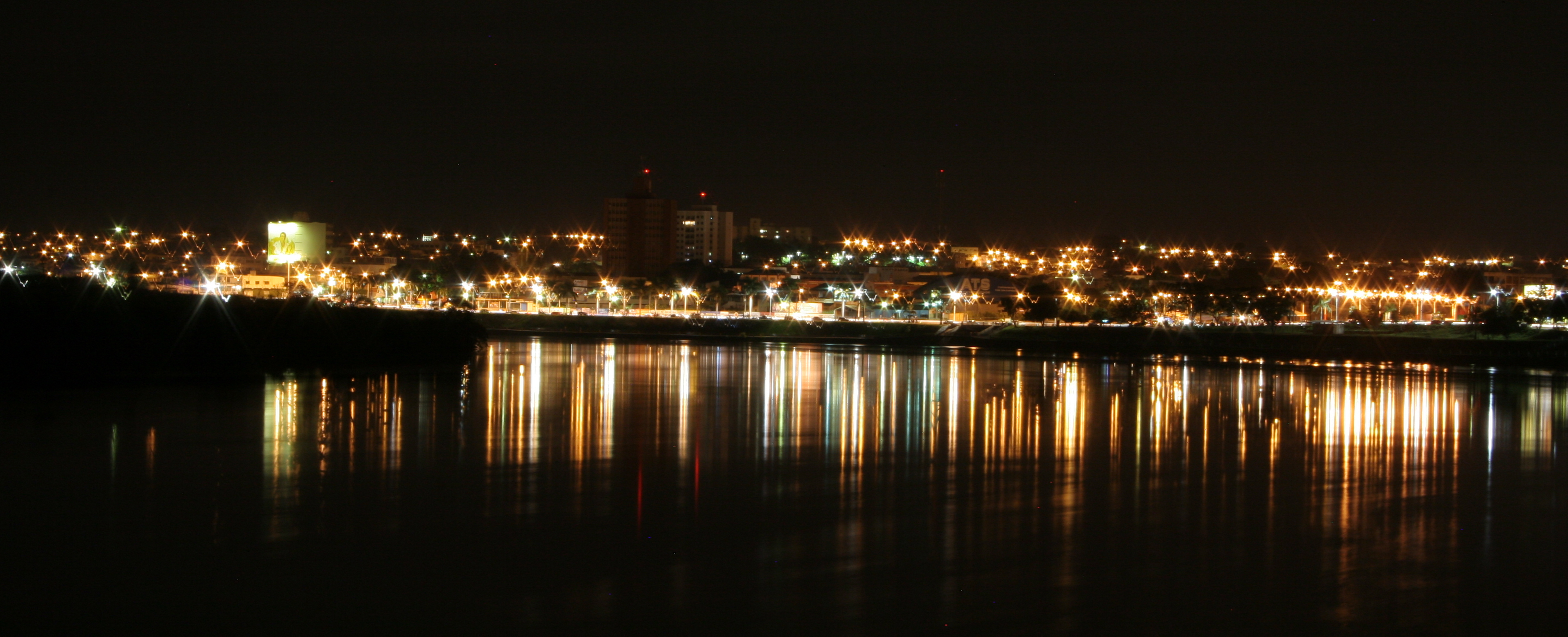
Vista noturna de Itumbiara, a partir do município mineiro de Araporã.

Nos últimos anos, tornou-se frequentes na região do Lago da Represa do Rio Paranaíba encontros entre pescadores e equipes de pesca para a prática de pesca esportiva, fato que se tornou destaque em revistas especializadas que considera Itumbiara o 2º melhor lugar do Brasil para a pesca esportiva do Tucunaré. O rio também sedia modalidades esportivas aquáticas.
O Kartódromo Internacional Dr Henrique Santillo, situado ao centro-oeste da cidade, é sede de eventos regionais, nacionais e internacionais. Possui capacidade para 5 000 pessoas.
Entre os principais pontos turísticos naturais do município estão o Rio Paranaíba, destacando-se como um enorme espelho que reflete de os edifícios bem construídos que lhe margeiam, de um lado, e do lado oposto, o estado de Minas Gerais; e a Cachoeira do Salitre, situada na zona rural, nos limites territoriais com o município de Buriti Alegre, possuindo trilhas e escaladas.
Entre os pontos turísticos históricos estão a A Praça Matriz, construída pelo decreto municipal nº 538 de abril de 1934, de autoria de Sidney Pereira de Almeida. À época de sua construção, era o primeiro jardim público da cidade. O projeto foi executado pelo engenheiro Eduardo Figueiredo Mendes, e entregue ao público em 23 de junho de 1935. Seu nome atual é Praça da República; a ponte pênsil Affonso Penna, que se deu pela grande necessidade para o desenvolvimento da região do Sudoeste goiano e para maior ligação com os grandes centros como São Paulo e Rio de Janeiro; e a Ponte Engenheiro Cyro Gomes de Almeida, construída no Rio Paranaíba em 1958, em substituição a antiga Ponte Affonso Penna, que ocorreu durante a transferência da capital do Brasil do Rio de Janeiro para Brasília, em 1960. Seu nome é uma homenagem ao seu construtor, Cyro Gomes de Almeida.

### Artes
Há alguns grupos de teatro no município. Em 1919 originou-se na cidade o primeiro grupo de teatro, tendo sido também um dos pioneiros na área no sul de Goiás. Foi criado e idealizado por José Flávio Soares, um jornalista natural da região. Ainda em 1919, estreou-se a primeira peça teatral no município, também de autoria de José Flávio Soares.
O primeiro cinema em Itumbiara recebeu o nome de Cine Brasil e fora de propriedade de Sidney Pereira de Almeida. Foi neste estabelecimento que foi exibido o filme “O Az do Oeste”, de estilo cowboy, o primeiro a ser exibido na cidade.

### Eventos
Itumbiara realiza diversos eventos todos os anos. Alguns já são bem conhecidos pela população local. Há grandes eventos religiosos e culturais sediados e realizados na cidade. Entre os de destaque, estão a festa de São Sebastião, realizada em 20 de janeiro; festa de Santa Rita de Cássia, em maio e a Quermesse de Cristo Rei, realizada entre os dias 1º e 10 de maio. A procissão fluvial de Nossa Senhora das Graças acontece há mais de 50 anos no mês de agosto. A exposição agropecuária da cidade, realizada em setembro, também é uma das comemorações culturais do município. Há ainda a Semana Ecológica, realizada em junho, a Feira de Indústria e Comércio do Sul de Goiás (Expossul), sediada na cidade, e o aniversário do município, comemorado em 12 de outubro.

### Futebol

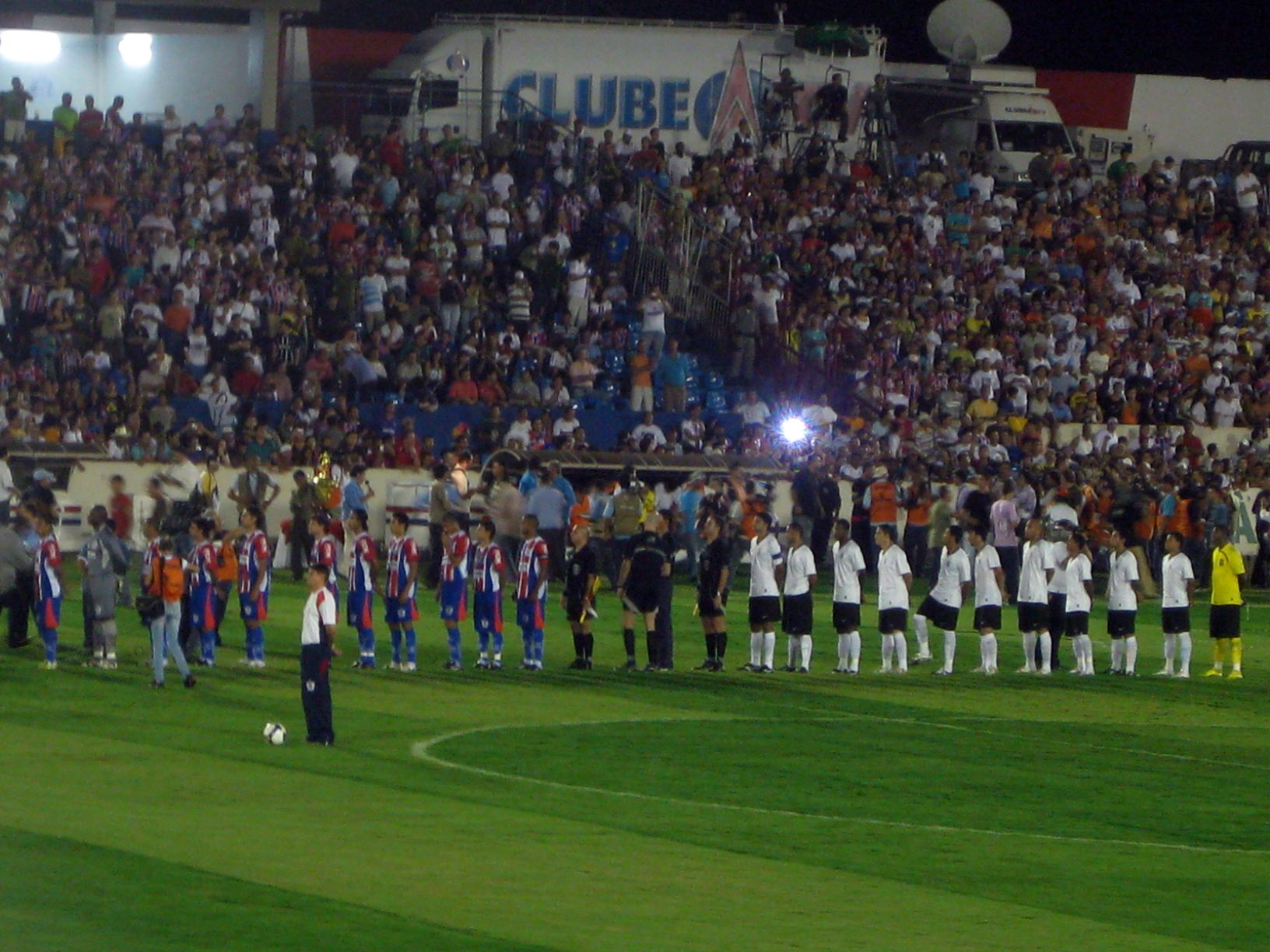
Itumbiara Esporte Clube contra o Corinthians pela Copa do Brasil de 2009.

No futebol, o principal clube de futebol de Itumbiara é o Itumbiara Esporte Clube, tendo sido fundado no dia 9 de março de 1970.[carece de fontes?] Sua sede é estabelecida na Rua Goiânia, no Centro Histórico de Itumbiara. O Itumbiara Esporte Clube obteve seu primeiro título estadual em 2003, quando foi Campeão Goiano da Segunda Divisão. Desde 2004 integra a Primeira Divisão do Campeonato Goiano de Futebol. Em 1979, fez sua primeira partida oficial no Campeonato Brasileiro de Futebol, onde obteve a 64ª colocação. Participou, ainda, da Taça de Prata, nos anos de 1980, 1983 e 1984; Taça de Bronze, em 1981, e da Terceira Divisão nos anos de 1987, 1994, 1995, 1997 e 1998. Venceu o Campeonato Goiano de Futebol em 2008 e ganhou o direito de disputar a Copa do Brasil em 2009, onde seu adversário foi o Corinthians.[carece de fontes?]
O clube de futebol realiza seus jogos no Estádio Municipal Juscelino Kubitschek, situado no bairro Planalto. O estádio tem capacidade para 33 000 pessoas. Foi inaugurado em 10 de outubro de 1976, contra o Club de Regatas Vasco da Gama, seu recorde de público ocorreu em 2008, quando o Itumbiara enfrentou o Goiás Esporte Clube, sob o testemunho de 31 000 pessoas.